# Región de Ihorombe
Ihorombe es una región en Madagascar. Limita con la región de Haute Matsiatra en el norte, Atsimo-Atsinanana en este, Anosy en el sur y Atsimo Andrefana en el oeste. La capital es Ihosy y la población se estima en 189.200 habitantes en 2004. El área de Ihorombe es 26.391 kilómetros cuadrados (10.190 millas cuadradas) y tiene una de las densidades de población más bajas de las regiones de Madagascar.
La región se divide en tres distritos:
- Distrito de Iakora (51.776 habs.)
- Distrito de Ihosy (208,887 habs.)
- Distrito de Ivohibe (60,112 habs.)